# Reforma kluniacka
Reforma kluniacka – reformy w Kościele rzymskim na przełomie X i XI wieku za pontyfikatu papieża Sylwestra II, które wprowadzono najpierw w klasztorze benedyktynów w Cluny. 
Dotyczyły powrócenia do reguły św. Benedykta, czyli przestrzeganie ubóstwa, zachowanie celibatu, wypełnianie czasu modlitwą, nauką i pracą. Głoszono także hasło łac. Pax et Treuga Dei, czyli pokój i rozejm Boży, który wzywał do zaprzestania wojen w czasie wielkiego postu, adwentu oraz od środy wieczorem do poniedziałku rano.
Kongregacja kluniacka zrzeszała wszystkie klasztory benedyktyńskie pod przewodnictwem Cluny, również te w Polsce.

## Tło historyczne
Chrześcijaństwo na Zachodzie w X i XI wieku miało bardzo wiele problemów. Duchowieństwo było zależne od osób świeckich, gdyż te finansowały chrześcijaństwo, rozwój kościołów i zakonów itp. Bardzo powszechną praktyką była symonia (świętokupstwo), czyli kupowanie godności kościelnych. Ówcześni duchowni żyli podobnie jak stan rycerski. Wielu księży posiadało rodziny, co umożliwiało zatrzymanie zgromadzonego majątku i godności kościelnych jako dziedzicznych, oraz zajmowało się polityką lub udziałem w wojnach aniżeli sprawami Kościoła. Sylwester II nie akceptował symonii i dążył do naprawy Kościoła. Poparli go bracia z klasztoru w Cluny, którzy byli mu bezpośrednio podporządkowani. Tak narodził się ruch kluniacki.